# Mentuhotep IV.
Mentuhotep IV. regierte etwa von 2001 bis um 1994 v. Chr. als altägyptischer König (Pharao) der 11. Dynastie (Mittleres Reich). Im Königspapyrus Turin steht statt seines Namens die Eintragung 7 Jahre weggelassen.

## Hinweise

### Erstes Regierungsjahr
Mentuhotep IV. ist von Felsinschriften aus dem Wadi el-Hudi, die von einer Expedition unter der Leitung eines Antef stammen, bekannt. In Ain Suchna, einem Ort am westlichen Ufer des Roten Meeres, wenig südlich von Sues, fand sich ebenfalls eine Inschrift. Dieser Ort war der Hafen für Expeditionen in den Sinai.

### Zweites Regierungsjahr
Inschriften von Mentuhotep IV. kennt man aus dem Wadi Hammamat, wo sie sein Wesir Amenemhet in den Fels meißeln ließ. Dorthin führte der Wesir eine Expedition, um einen Sarkophag für den König zu besorgen. In diesen Inschriften wird das geplante Sed-Fest und das sogenannte „Gazellenwunder“ erwähnt. Nr. 1, 40, 105, 110 (Das Gazellenwunder: Eine Gazelle legt sich vor der versammelten Expeditionsmannschaft auf einen Stein, der für den Sarkophag des Königs vorgesehen ist, und bekommt ein Junges. In dieser Inschrift wird auch die volle Titulatur Neb-taui-Res genannt.), 113, 191 (Hier wird seine Mutter Imj genannt. Sie wird nur als Königinmutter bezeichnet, nicht als Königsgemahlin, woraus geschlossen wird, dass Neb-taui-Re nicht-königlicher Abstammung war.) 192, 241. Nr. 52, 53, 54, 55, 56, 57, 58, 59 (Hier wird Nessumontus Teilnahme bezeugt, der später Amenemhet I. bei der Festigung seiner Herrschaft helfen wird.), 60. Die Inschriften im Wadi el-Hudi führen auch bis ins zweite Jahr.

### Unbestimmt
Weitere Erwähnungen finden sich auf einer Schale aus el-Lischt, die der Herrin von Dendera gewidmet ist und ebenfalls den Namen Amenemhets I. trägt. Es wird darüber spekuliert, ob Amenemhet I. diese Schale bei seinem Umzug von Theben nach Iti-taui mitgenommen hat. Dagegen wird vorgebracht, dass sie zu zerbrechlich gewesen sei. Auch der Verweis auf Dendera sagt diesbezüglich nichts aus, da Amenemhet I. auch Stücke, die eindeutig dem Fayyum zuzuordnen sind, Hathor geweiht hat. Neuere Überlegungen machen es jedoch wahrscheinlich, dass der Herrscher nicht auf der Schale genannt wird, sondern dass der dortige Königsname zum Horusnamen von Mentuhotep II. zu ergänzen ist.
Bei diesen Grabungen kamen auch Kacheln oder Fliesen zum Vorschein. Sie wurden entdeckt, als die Gründungsgruben an den Ecken der Pyramide von Amenemhet I. ausgehoben wurden. Die ägyptischen Arbeiter kamen mit einem Kachelfragment zu Herbert Eustis Winlock. Dieser konnte die Aufschrift jedoch nicht entziffern und gab sie an William Christopher Hayes weiter, der den Namen als den Mentuhoteps identifizierte. Die Kachel ist offenbar mit Fayence überzogen und die Hieroglyphen scheinen eingelegt zu sein. Die Zuweisung an Mentuhotep IV. bleibt Spekulation. Alle diese Gegenstände wurden vom Team des Metropolitan Museum of Art entdeckt.
Darüber hinaus werden noch einige Skarabäen und Siegel erwähnt. Einer stammt aus Harageh am Eingang zum Fayyum und ist ein Doppelskarabäus mit einer S-Schleife in einer Kartusche auf der einen und dem Namen Neb-taui-Re auf der anderen Seite. Weitere Stücke werden von Hall und Petrie aufgeführt. Diese Stücke versuchte Stock als zeitgenössisch und sich auf den Herrscher beziehend nachzuweisen, da sie sich stilistisch und vom Fundort her ihrer Entstehungszeit zugehörig zeigen. Berman und Simpson schließen sich ihnen nicht nur an, sondern fügen sogar noch zwei weitere Stücke hinzu, für die „Objects from the King Fouad I Gift“ to the Egyptian Museum, Cairo, Journal d’entrée Nos. 83670, 85232 (ASAE, XLI (1942), 222) als Quelle angeführt wird. Sie sind wohl alle als Mottoskarabäen mit der Aufschrift Re ist der Herr der beiden Länder  zu verstehen und datieren in das Neue Reich. Keiner von ihnen dürfte zeitgenössisch sein.
Eduard Meyer erwähnt ein Fragment aus Deir el Bahri, wofür er Edouard Naville als Quelle anführt.

### Königslisten
In den Königslisten von Sakkara und Abydos wird Neb-taui-Re nicht erwähnt; auf Se-anch-ka-Re folgt sofort Amenemhet I. In der Königsliste von Karnak aus der Zeit von Thutmosis III. folgt auf Nummer 6: Neb-hetep-Re und Nummer 7: Snefer-ka-Re unter Nummer 8 ein [...]ta[...]. Dieser wird allgemein zu Neb-taui-Re ergänzt, wobei allerdings auch Se-anch-ib-taui gemeint sein könnte, denn die Tafel von Karnak ist allgemein sehr ungenau. Bei Nummer 7 wäre so auch ein Schreibfehler für Se-anch-ka-Re möglich.
Belegt sind ausschließlich zwei Regierungsjahre. Meist werden diesem Herrscher aber noch fünf oder sieben „leere Jahre“ zugerechnet, die im Turiner Königspapyrus erwähnt werden. Auch hier ist ein Fehler des Schreibers nicht auszuschließen.
In Karnak ist aber ein Bruchstück einer weiteren Königsliste aus der Zeit von Amenhotep I. aufgetaucht, auf der zwischen Se-anch-ka-Re und Amenemhet I. ein „Gottesvater“ Sesostris eingeschoben ist. Dies hat im Zusammenhang mit den „leeren“ Jahren auf dem Turiner Papyrus zu vielen Spekulationen Anlass geboten.

## Mögliche Gegenkönige in Unternubien
Die Reichseinigung war noch nicht gefestigt. Vor allem im Unternubien gab es noch Widerstand einiger – wahrscheinlich örtlicher – Könige, die ihre Namen ebenfalls in Kartuschen schrieben:
- An(jotef) Sa Re Ini, (Qai-ka-Re, Hor Senefer-taui)
- Ijibchentre (Hor Gerg-taui)
- Segerseni (Menech-ka-Re (Thronname))

## Forschungsgeschichte
Die ersten Hinweise auf Neb-taui-Re brachte James Burton. Die Expedition von Carl Richard Lepsius Mitte des 19. Jahrhunderts konnte dann weitere Inschriften finden. Dabei wurden die ersten Inschriften im Wadi Hammamat entdeckt und im Anschluss auch publiziert.
Für Verwirrung sorgte die Einordnung Neb-taui-Res in die Reihe der Mentuhoteps. Da er auf den Königslisten nicht erwähnt wird, wurde er für einen Vorgänger von Neb-hetep-Re und Se-anch-ka-Re gehalten. Da er aber für seine Expedition bereits Leute aus Menat-Chufu rekrutieren konnte, musste er nach der Reichseinigung durch Neb-hetep-Re regiert haben. Erst die Identifizierung seines Wesirs Ameny mit Amenemhet I. hat hier den Ausschlag gegeben. Beispielhaft zeigt sich die anfängliche Unklarheit in den verschiedenen Publikationen James H. Breasteds. In seiner History of Egypt. (1905) schrieb er noch die Inschrift mit dem Gazellenwunder Se-anch-ka-Re zu, aber bereits in seinen englischen Übersetzungen und in einem Aufsatz konnte er die Verhältnisse klären.
Weiter wurde ihm lange Zeit eine Inschrift in Konosso zugeschrieben. Simpson konnte diese Inschrift Neb-hetep-Re zuweisen.
Durch den Nachweis, dass die Inschrift von Konosso nicht Neb-taui-Re zuzusprechen sei, änderte sich die Einschätzung dieses Königs ganz beträchtlich. Anfangs hatte man ihn noch für bedeutend gehalten, da er so viele und große Expeditionen organisieren konnte, danach hielt man ihn für einen schwachen König, der von seinem viel mächtigeren Wesir gestürzt worden sei.
Murnane vermutete aufgrund der Schale aus el-Lischt sogar eine Coregentschaft mit Amenemhet I. Wie aber Berman bemerkt hat, steht das im Widerspruch zu der Vermutung Beckeraths, dass Amenemhet I. zu Beginn seiner Regierung einen anderen Namen getragen habe, da auf der Schale die übliche Form erscheint.
Winlock vermutete, dass der Umzug von Theben nach Iti-taui bereits unter Neb-taui-Re stattgefunden haben könnte.